# إني راحلة
إني راحلة، رواية من روايات الكاتب المصري يوسف السباعي من إنتاج عام 1950 في 294 صفحة. تم تقديمها درامياً في التليفزيون تحت الاسم نفسه إني راحلة كمسلسل في أواسط السبعينات قام ببطولته الممثل الراحل محمود مرسي وزهرة العلا إلى جانب عدّة وجوه صاعدة وقتها نذكر منها محمد العربي، ليلى حمادة وحمدي حافظ.
والرواية وباختصار شديد تتحدث عن فتاة من عائلة غنية عشقت قريبها صاحب الحياة البسيطة ولكنها أجبرت على الزواج من شخص ارستوقراطي لا تحبه. بعد ذلك يتزوج عشيقها.. ليضيع أمله في معشوقته التي تزوجت شاب غيره رغما عنها وفي نهاية الرواية تموت زوجة عشيقها السابق وتكتشف البطلة خيانة زوجها وتهرب إلى عشيقها وهنا يقدم الكاتب وصف لحالة البطلة وعشيقها بعد أن هربا من كل هموم الدنيا بدقة وشاعرية أكثر من مؤثرة وبعدها يهربان معا إلى الإسكندرية حيث يعيشان سويا أيام معدودات في عزلة وكأنهما في الجنة   ولكن بعد أيام يمرض العشيق (أحمد) ويموت وهي بجانبه عاجزة حتى عن ان تبكي، ويموت وهي تقبل راحتيه ثم تجلس وتكتب قصة حبهما وتضعها في حقيبة وتلقي بها بعيدا ثم تشعل النيران في الكوخ وتحترق وهي تعانق «أحمد»